# École d'ingénieurs généralistes - La Rochelle
 (octobre 2024).
Pour les articles homonymes, voir Violet (homonymie).
L'École d'ingénieurs généralistes - La Rochelle, aussi connue sous le nom d'EIGSI, est l'une des 204 écoles d'ingénieurs françaises accréditées au 1er septembre 2020 à délivrer le diplôme d'ingénieur intitulé « Ingénieur diplômé de l'École d'ingénieurs en génie des systèmes industriels ».
L'école, reconnue « Établissement d’enseignement supérieur privé d’intérêt général », est membre de la Conférence des grandes écoles et a obtenu en 2016 le label EESPIG.
L'enseignement concerne l'ensemble des génies : mécanique, productique, automatique, électrique, électronique, informatique, génie industriel, etc.
L'école dispose de deux campus : à La Rochelle en France et à Casablanca au Maroc.

## Historique

### L’École Violet
En 1850, la maison Maille (connue pour sa moutarde) alors vinaigrier construit au 50, rue Violet (futur emplacement de l’école Violet), à Paris, une usine à vapeur. C’est au lendemain de l’Exposition universelle de 1900 que les premières écoles d’électricité firent leur apparition dans Paris. L’initiative privée s’intéressa alors à la création d’écoles spécialisées : en 1901, il existait déjà une école d’électricité au nord de Paris.
La future école Violet apparait à la même époque, sous le nom d’École Vauban, au 33, boulevard Garibaldi dans le 15e arrondissement de Paris. C’est un modeste essai qui est fait pour former du personnel de maîtrise et des chefs d’ateliers. Après son installation, pour peu de temps, au 146, boulevard de Grenelle (15e), l’établissement est transféré 33, rue Frémicourt (15e) en octobre 1902. Il débute avec 25 élèves et prend à ce moment-là le nom définitif d’« École d’électricité et de mécanique industrielles » (EEMI). En 1903, l’École déménage au 50, rue Violet (15e). La rue doit son nom à monsieur Léonard Violet (1791-1881), l’un des entrepreneurs fondateurs du village de Grenelle intégré, en 1860, dans le 15e arrondissement de Paris.
Les détails sont rares sur toute cette époque de tâtonnement. Un point reste cependant acquis : un petit groupe d’industriels et de professeurs organisent les cours ; des locaux sont aménagés en laboratoires et ateliers. En 1904, elle compte 34 élèves dont quelques-uns viennent de province et de l’étranger. En 1907, des travaux de voirie prolongent la rue Frémicourt, et cette nouvelle voie prend le nom de l’actuelle avenue Émile-Zola. Cette même année : achat aux frères Violet des terrains qui débouchent sur la rue du Théâtre. De 1908 à 1912, les locaux existants sont transformés et adaptés aux besoins de l’enseignement. De nouvelles constructions sont entreprises et elles forment encore l’actuelle façade sur l’avenue Émile-Zola, et se prolongent jusqu’à la rue du Théâtre, sur laquelle donnent les ateliers et les bureaux. L'entrée des élèves se situe alors au 115 avenue Émile-Zola tandis que l'entrée des professeurs se tient au 70 Rue du Théâtre. En 1912, l’effectif est de 240 élèves.
En 1914, la Première Guerre mondiale éclate, l’atelier travaille pour la défense nationale, et fabrique les pièces détachées d’obus et d’automobile. À partir de 1918, le nombre d’élèves augmente régulièrement et il atteint 600 en 1922.
L’établissement privé d’enseignement supérieur fondé en 1902 est reconnu par l’État (décret présidentiel du 3 janvier 1922). Ensuite, par arrêté ministériel du 25 janvier 1926, le diplôme d’ingénieur électricien mécanicien est reconnu officiellement. À partir de 1937, les examens d’admission en première année de la formation des ingénieurs sont organisés sous le contrôle du ministre de l’Éducation nationale, Direction générale de l’enseignement technique. C’est également en 1937 qu’une nouvelle section est créée pour la formation de techniciens. Une trentaine de promotions sortiront de cette section, diplômées des Industries électromécaniques.
Par suite de l’évolution de l’enseignement, et avec l’accord de la Commission des titres d'ingénieur, les programmes sont remaniés à partir de 1976 pour aboutir à :
- une section spéciale supérieure comportant Math Sup et Math Spé ;
- trois années pour la formation des élèves ingénieurs après concours d’entrée.

L’École a, par ailleurs, une section préparatoire de trois années, à partir de la seconde, préparant à l’enseignement supérieur.
Jusqu’en 1977, les effectifs n’ont cessé de croître, pour avoisiner 1 200 élèves. En 1978, alors que la Société anonyme École Violet S.A. est propriétaire des locaux et de l’école elle-même, son conseil d’administration vend les bâtiments à l’École active bilingue et dissout la S.A. En 1979, le recrutement de nouveaux élèves ingénieurs est arrêté, mais la formation est poursuivie jusqu’en 1982 afin que les élèves engagés dans ce cycle d’études puissent le terminer.

### L'EEMI fermée, elle va renaitre avec l'EIGSI
Dès lors l’association des anciens élèves de l’EEMI décide de recréer une école d’ingénieurs estimant que la formation reçue par les ingénieurs EEMI méritait d’être poursuivie, après aménagements et modernisations indispensables. L’association élabore un projet pédagogique faisant apparaître les connaissances nécessaires et indispensables à un ingénieur du début du XXIe siècle. Les moyens en personnel nécessaires, les constructions et les équipements correspondants sont définis. L’ensemble de ces informations, composant le projet d’une nouvelle école d’ingénieurs, est proposé à plusieurs décideurs régionaux.
En 1989, les collectivités locales de Charente-Maritime (Conseil général de Charente-Maritime, Communauté de ville de La Rochelle, anciennement SIVOM, et Conseil Régional Poitou-Charentes) retiennent le projet. Le 18 novembre 1989, ensemble, ils créent l’Association de gestion de l’École (publication au JO le 20 décembre 1989). De Paris à La Rochelle, la volonté des anciens élèves et la détermination des pouvoirs politiques locaux mènent à la naissance de l’EIGSI.

### L'EIGSI
L’EIGSI, ouvre ses portes le 1er septembre 1990 dans des locaux provisoires, situés Rue de Bel-air. En 1992, ses étudiants prennent possession de 12 000 m² de locaux neufs, rue François de Vaux de Foletier, bénéficiant d’équipements situés au cœur du pôle universitaire des Minimes. L’EIGSI est habilitée par la Commission des titres d'ingénieur en juillet 1991.
En 1993, la première promotion de l’EIGSI (École d’ingénieurs en génie des systèmes industriels héritière de l’École EEMI-Violet) est diplômée. Après trois promotions d’une cinquantaine d’ingénieurs, la taille des promotions est augmentée progressivement, atteignant plus de 100 élèves dans les années 2000, et 140 dans les années 2010. 

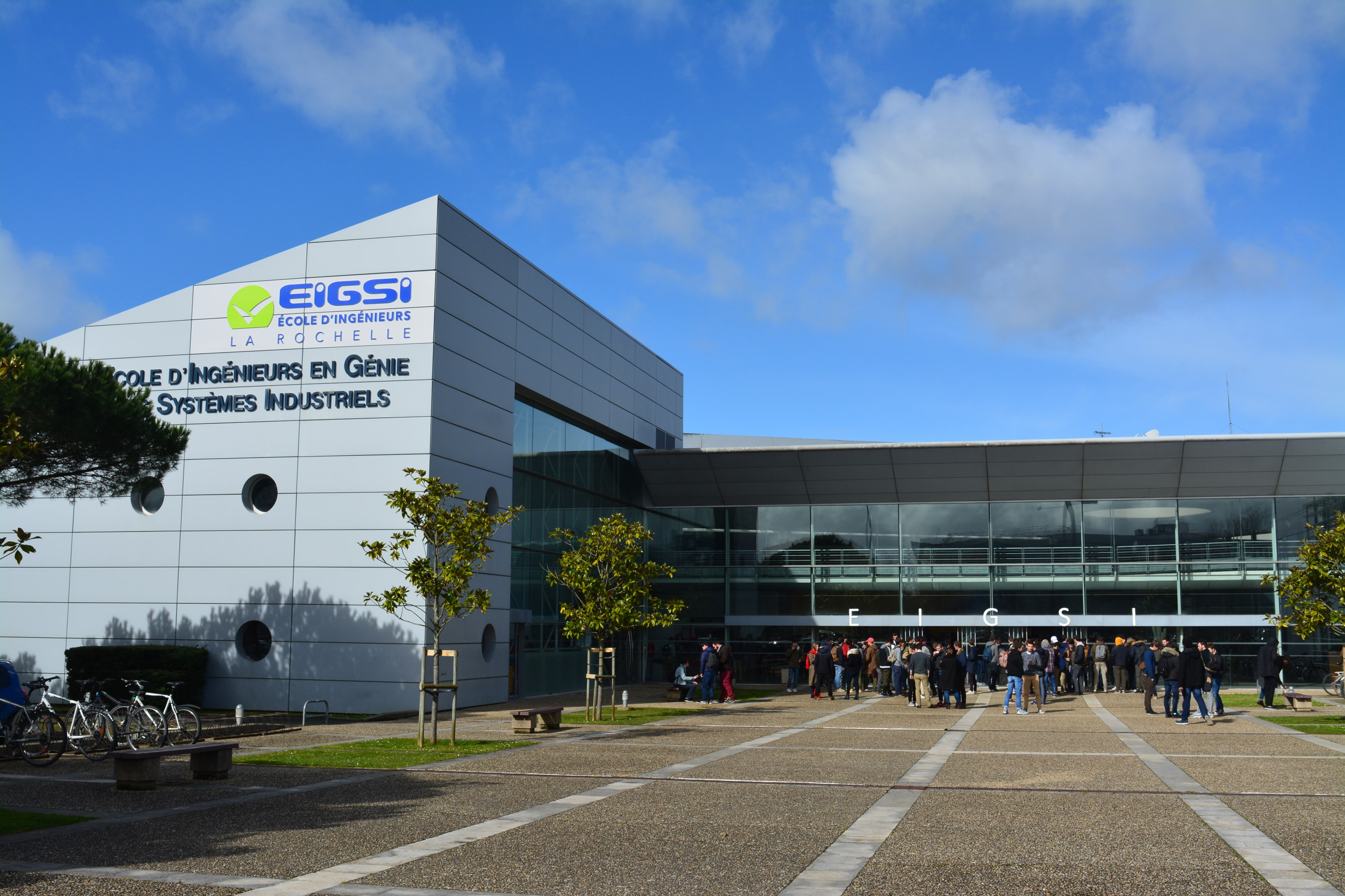

Les ingénieurs EIGSI exercent dans tous les secteurs d’activités : aéronautique, automobile, bâtiment, transport, informatique, agroalimentaire… Leurs fonctions sont diversifiées et se répartissent à parts égales entre la R&D et le bureau d’études, l’ingénierie d’affaire et le management de projet, la production et les services connexes.
L'EIGSI a participé à la création du réseau "IngéFrance" en collaboration avec 2 autres écoles d'ingénieurs généralistes : HEI et EPF[source secondaire nécessaire].

## Formation d'ingénieurs
La formation d’ingénieur généraliste à l’EIGSI s’effectue en 5 ans pour les étudiants qui rejoignent l’école en EIGSI-1. Ce cursus s’adresse aux lycéens titulaires d’un bac Général ou STI2D. En parallèle, l’EIGSI accueille également des étudiants issus des Classes Préparatoires aux Grandes Ecoles (CPGE), de DUT, de BTS ou des filières scientifiques universitaires (Licences et Maîtrises) qui rejoignent l’école en EIGSI-2, EIGSI-3 ou EIGSI-4.
La formation de l’EIGSI La Rochelle s’organise autour d’un tronc commun généraliste nécessaire à la construction du socle de connaissances scientifiques et humanistes. Pendant les 5 années du cursus, l’équipe pédagogique de l’EIGSI délivre à ses élèves-ingénieurs un enseignement scientifique de haut niveau.

### Dominantes
L’EIGSI propose une formation d’ingénieurs généralistes (sciences fondamentales, mécanique et énergétique, électrique, automatique et informatique, organisation et management d’entreprise, sciences humaines), accompagné du choix d’une dominante à partir de la 4e année :
- Conception et Industrialisation des Systèmes Mécaniques
- Performance industrielle
- Energie et Environnement – Axe Habitat durable ou Axe Mobilité durable
- Architecture des Réseaux & Systèmes d’Information
- Bâtiments et Travaux Publics
- Mécatronique
- Management de la Supply Chain & transport international
- Entreprise du Futur
- Intelligence Artificielle & Big Data
- Numérique Responsable
- Ingénierie de la Santé

### Stages
Dans le cursus d’ingénieur généraliste EIGSI, les stages occupent une place importante. Ils permettent aux étudiants de découvrir la vie professionnelle, de se familiariser avec leur futur métier d’ingénieur, de mettre en pratique ce qu’ils ont appris en cours, mais surtout d’acquérir sur le terrain de nouvelles compétences techniques et organisationnelles. Sur l’ensemble du cursus d’ingénieur généraliste en 5 ans, ils représentent au minimum 44 semaines passés en entreprise.

### Campus de La Rochelle
L'EIGSI est locataire à titre gratuit de 12.000 m2 de locaux sur le campus universitaire de La Rochelle, dont 7000 m2 consacrés à l'enseignement. Une résidence universitaire de 150 logements a ouvert en 2015.

### Campus de Casablanca
L'école a ouvert fin 2016 un bâtiment de 4300 m2 qui peut accueillir la formation de 400 à 500 étudiants.

## Diplômés célèbres
- Louis Gaudart (1885-1913), promotion EEMI 1907, aviateur français, pionnier de l'aviation, premier pilote d'essais d'aéroplane au monde.
- Pierre Prier (1886-1950), aviateur.
- George Chavez (1887-1910), dit Géo Chavez (promotion EEMI 1908), aviateur, premier aviateur à traverser les Alpes.
- Henri Contet (1904-1998), promotion EEMI 1923, critique de cinéma, acteur, parolier et journaliste, écrivait de nombreux textes de chanson pour de célèbres interprètes comme Édith Piaf, Yves Montand, Mireille Mathieu et Ute Lemper1.
- Serge Pozzoli (1915-1992), historien, collectionneur, fondateur de musées.
- Aymeric Chappellier, promotion EIGSI 2003, navigateur français ayant participé à la Route du Rhum 2018 en class40 sur Aina Enfance & avenir, terminant à la deuxième place de sa classe[6].